# José Miguel de Barandiaran
José Miguel de Barandiarán y Ayerbe (Ataun, Guipúscoa, 31 de dezembro de 1889 — Ataun, 21 de dezembro de 1991) foi um sacerdote, antropólogo, etnógrafo e arqueólogo espanhol autor de numerosas investigações, considerado o "patriarca da cultura basca". Também era conhecido por Joxemiel Barandiaran.

## Biografia
José Miguel de Barandiarán y Ayerbe, último de nove filhos de Francisco Antonio Barandiarán e Antonia Ayerbe, nasceu em 31 de Dezembro de 1889 na fazenda Perune–Zarre de Ataun, em Guipúscoa, onde as tradições e superstições estavam muito enraizadas.
Aos 14 anos, influenciado pelos ensinamentos da mãe, uma mulher de profunda fé, dirigiu seus estudos ao sacerdócio; assim inicia os estudos em Baliarrain onde termina os estudos com distinção e ingressa no seminário de Vitória. Foi ordenado em dezembro de 1914 em Burgos , obteve um diploma em Teologia na Universidade Eclesiástica de Burgos em 1915, e a partir de 1916, começou seu interesse pela pré-história e inicia sua pesquisa no campo da etnografia e arqueologia bascas.

## Legado
Considerado o patriarca da cultura basca, um grande número de municipios bascos recorda o seu nome em placas toponímicas de muitas ruas: em Biscaia, Baracaldo, Bilbao, Durango, Galdácano, Miravalles, Santurce e Sestao; em Guipúzcoa, Beasain, Rentería, San Sebastián, Zarauz e Zumárraga; e a capital alavesa Vitoria. Em Navarra tem uma praça Pamplona e uma rua no povoado vizinho de Orcoyen. Fora do País Vasco dedicam-lhe uma rua na localidade granadina de Santa Fe, a rua do Padre Barandiarán.